# Vereinigte Turnerschaft von 1861 Bückeburg
Die Vereinigte Turnerschaft von 1861 Bückeburg (VT Bückeburg) war ein Sportverein aus der niedersächsischen Stadt Bückeburg. Er wurde 1861 gegründet und 2006, nach Eröffnung des Insolvenzverfahrens durch das Amtsgericht Bückeburg, aufgelöst.
Überregional bekannt wurde die VT Bückeburg durch ihre Handballabteilung, deren Frauen am Ende der Saison 1999/2000 als Meister der Staffel Nord der Handball-Regionalliga in die 2. Handball-Bundesliga aufstiegen. Dort spielten sie vier Jahre, bis sie am Ende der Saison 2003/04 wieder abstiegen.

## Saisonbilanzen
| Saison                | Pl. | Sp. | S | U | N  | Tore    | Diff. | Punkte |
| --------------------- | --- | --- | - | - | -- | ------- | ----- | ------ |
| 2. Bundesliga 2000/01 | 12  | 26  | 8 | 1 | 17 | 588:622 | −034  | 17:35  |
| 2. Bundesliga 2001/02 | 11  | 26  | 6 | 3 | 17 | 587:671 | −084  | 15:37  |
| 2. Bundesliga 2002/03 | 13  | 26  | 4 | 1 | 21 | 658:811 | −153  | 09:43  |
| 2. Bundesliga 2003/04 | 13  | 26  | 2 | 1 | 23 | 544:854 | −310  | 05:47  |

|  | Abstieg |